# Avimimus portentosus
Avimimus portentosus byl druh teropodního oviraptorosaurního dinosaura. Žil na území dnešního Mongolska v období pozdní křídy, asi před 70 miliony let.

## Popis

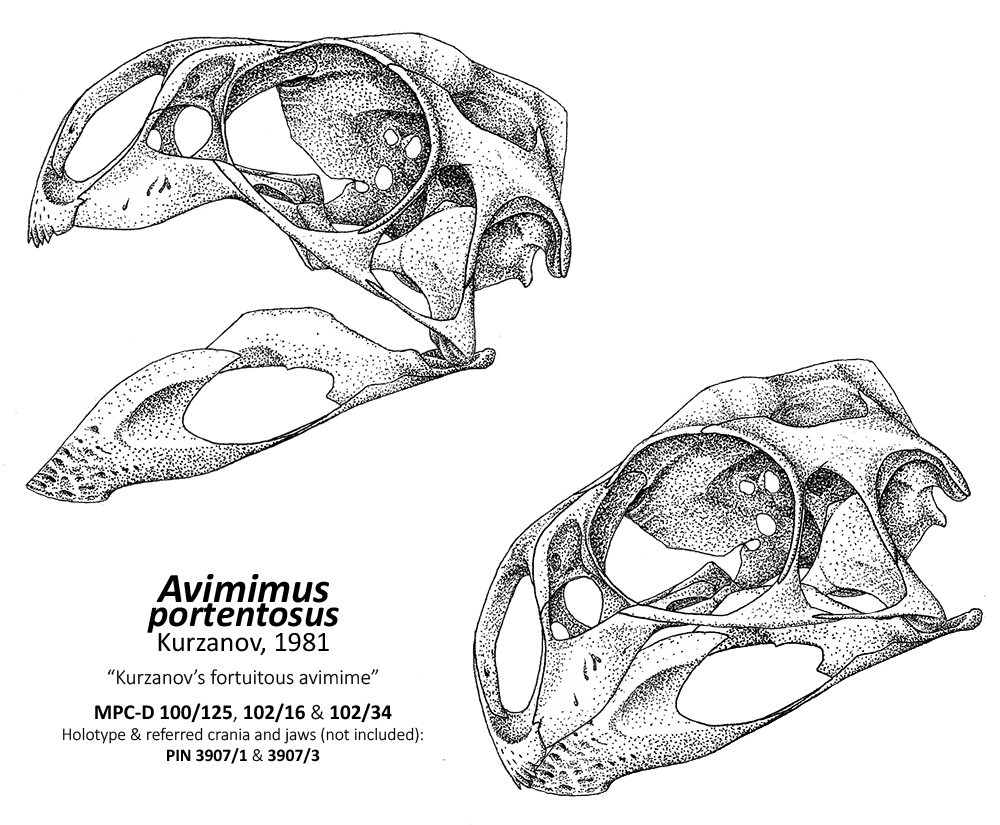
Avimimus portentosus - rekonstrukce kosterní stavby lebky.

Avimimus byl zhruba 1,2 až 1,5 m dlouhý a kolem 12 kg vážící všežravý teropod, který žil před 70 milióny let. Jeho fosilie byly nalezeny v Číně a Mongolsku. Měl dlouhé nohy, ocas a krk s malou hlavou a bezzubým zobákem. Přední tříprsté končetiny měly srostlé záprstní kůstky stejně jako dnešní ptáci. Na předloketních kostech se nalezl zdrsněný povrch v místech, kde dnešním ptákům vyrůstá peří. Proto se předpokládá, že jeho tělo bylo také pokryto peřím. V roce 2008 a 2016 pak bylo objeveno několik fosilních koster pohromadě, zdá se tedy, že šlo o gregarického (stádního) živočicha.

## Zajímavost
Podle objevů v lokalitě Šabarak-usu ("Planoucí útesy") se jeví jako pravděpodobné, že fosilní úlomky skořápek vajec oviraptorů (možná přímo tohoto druhu)) používali již kolem roku 8000 př. n. l. neolitičtí obyvatelé pouště Gobi, kteří je opracovávali a navrtávali do podoby "korálků" pro nošení na náhrdelnících a jiných přívěscích.